# Vingåker (đô thị)
Đô thị Vingåker (tiếng Thụy Điển: Vingåker kommun) là một đô thị ở hạt Södermanland của Thụy Điển. Thủ phủ là thị xã Vingåker. Dân số thời điểm 31 tháng 12 năm 2000 là 9186 người.

## Các đơn vị dân cư
- Baggetorp (500)
- Högsjö (760)
- Läppe (600)
- Vingåker (thủ phủ) (4.300)